# Machniwka (obwód winnicki)
Machniwka (ukr. Махнівка) – wieś na Ukrainie, w obwodzie winnickim, w rejonie koziatyńskim. W 2001 roku liczyła ok. 3,5 tys. mieszkańców.
Miejscowość była wzmiankowana w 1410 roku. W latach 1935–2016 nosiła nazwę Komsomolśke.
Miejsce urodzenia Wołodymyra Antonowycza oraz miejsce pochówku Tymka Padury.